# Alleanza europea
Alleanza europea è progetto di coproduzione tra le emittenti pubbliche ZDF, France Télévisions e Rai (considerate fra le più importanti emittenti pubbliche europee) per la produzione di fiction televisive.

## Ideazione
La collaborazione tra le tre aziende è stata annunciata a Lilla, in Francia, nel 2018, durante l'evento Series Mania. Le emittenti hanno deciso di creare un'alleanza per «coprodurre e sviluppare serie televisive innovative e di qualità, basate sulla cultura e i valori europei» e contrastare le produzioni delle aziende di streaming statunitensi. Nello stesso periodo, e con obiettivi di poco dissimili, si avviava parallelamente anche una distinta collaborazione fra cinque emittenti del Nord Europa: DR (Danimarca), SVT (Svezia), NRK (Norvegia), Yleisradio (Finlandia) e Ríkisútvarpið (Islanda).
Le produzioni sono suggerite dalle singole emittenti. Se le altre due emittenti sono d'accordo, l'emittente che ha proposto la produzione si assume la responsabilità della produzione.
La prima serie prodotta è stata Mirage, trasmessa su France 2 nel 2020.

## Produzioni
A Series Mania 2019, le tre emittenti hanno annunciato di star lavorando già su diverse serie. Oltre a Mirage, sono stati annunciati un adattamento omonimo del romanzo d'avventura di Jules Verne Il giro del mondo in 80 giorni, la serie Sopravvissuti e una serie su Leonardo da Vinci intitolata Leonardo, prodotta da LuxVide e Beta Film.
Nel febbraio 2020, il direttore di ZDF Norbert Himmler ha annunciato che alcune delle collaborazioni internazionali erano pronte per essere trasmesse (fra queste Deutscher, miniserie sulla vita di famiglie tedesche all'atto della presa del potere da parte di un partito populista di destra). Mirage è stata trasmessa il 17 aprile 2020 su France 2 e la serie Leonardo ha debuttato su Rai 1 il 23 marzo 2021.
Rai e France Télévisions hanno lavorato sul progetto di Eternal City, il cui soggetto narra di una giovane attrice francese uccisa a Roma, in via Veneto, nel 1963, poco prima della visita del presidente Usa Kennedy nella Città Eterna, eponima dell'opera.
Nel giugno 2021 sono iniziate le riprese dell'adattamento del romanzo di Frank Schätzing Il quinto giorno.
Altro progetto, a cui partecipano tutte e tre le case televisive, sotto la supervisione di France Télévisions, è The Reunion, tratto dal best seller francese La jeune fille et la nuit di Guillaume Musso.

## Coproduzioni
- Mirage (2020)
- Leonardo (2021)
- Germinal (2021)
- Sopravvissuti (2022)
- The Reunion (2022)
- Il giro del mondo in 80 giorni (2021)
- The Swarm - Il quinto giorno (2023)
- Deutscher (2023)
- Corpo libero (2023)
- La città eterna - Eternal City (2023)
- The Kollective (2023)
- Concordia (2023)
- Il conte di Montecristo (2024)